# Сисебут
Сисебут (умер в феврале 621, Толедо) — король вестготов в 612—621 годах.
По одним данным, сын Реккареда I и дочери короля Австразии Сигиберта I и Брунгильды Хлодозинды, по другим — зять Реккареда. Франкский хронист Фредегар, обычно критичный в отношении готских королей, об этом «всемилосерднейшем короле» замечает, что тот был «мудрый и весьма благочестивый муж, вызвавший большое восхищение во всей Испании». В «Мосарабской хронике» отмечается: «Сисебут, муж мудрый и учёный, … заставил римские города платить дань Испании и принудил евреев принять христианскую веру».

## Биография

### Внешняя политика
Сисебут продолжил политику своего предшественника Гундемара. В начале царствования он, по словам Исидора Севильского, подчинил мятежных астуров на севере, то есть кантабров, которых с тех пор всё чаще называют астурами. Фредегар также сообщает, что он воевал с жителями Кантабрии, которые до тех пор, возможно, находились под верховной властью франков. Походом против астуров руководил герцог Рехила. Сисебут сформировал атлантическую эскадру, которая помогала ему в походе против васконов. До него у вестготов не было морского флота.
Сисебут также победил рукконов, совершенно неизвестный народ, область поселений которого не поддается локализации, известно только, что они были защищены со всех сторон крутыми горами. Возможно рукконы (рунконы, русконы) были одним из баских племён Кантабрии. Известно, что с ними вёл войну ещё свевский король Миро в 572 году. Операцией против рукконов руководил полководец Свинтила, будущий король вестготов.
Впрочем, гораздо важнее была успешная война с византийцами. Обращение вестготов в римскую веру не мешало их королям стремиться окончательно вытеснить теперь единоверных им византийцев из Испании. Войны между вестготами и византийцами были ожесточёнными и сопровождались значительными разрушениями. Византийский наместник Цезарий в своём письме Сисебуту пишет об истощении земли набегами, о многочисленных пленных с обеих сторон, о страданиях людей в полосе военных действий. Сисебут пытался создать антивизантийскую коалицию, вступив в переговоры с лангобардским королём Агилульфом, которого при этом безуспешно пытался обратить в ортодоксально-никейское вероисповедание. Никаких последствий послание вестготского короля к арианам-лангобардам не возымело, что не помешало Сисебуту активизировать военные действия на Пиренейском полуострове. Он имел счастье дважды справить триумф над византийцами и с боями подчинил ряд их городов. Сисебут был так упоён победой, что на собственные деньги выкупил некоторых врагов, попавших в добычу войску и обреченных на рабство. Об этом упоминает и Фредегар. Пленные византийские солдаты были зачислены в вестготское войско.
Император Ираклий был не в состоянии помочь войсками своему наместнику Цезарию. Таким образом, по просьбе Цезария начались мирные переговоры (615). Вежливая переписка обеих сторон частично дошла до нас в составе сборника «Вестготские письма». В качестве уступки для заключения мира Цезарий отпустил захваченного византийцами епископа Ментесы Цецилия. Цецилий был довольно значительной фигурой в церковной иерархии вестготской Испании и, может быть, близок Сисебуту. Ему вместе с епископами Кордовы и Тукци (а также светским властям) был адресован закон Сисебута (от 612) о рабах иудеев. Король же согласился заключить договор и предложил Цезарию дары, что было лишь формой подкупа наместника. Не решаясь сам сделать такой шаг, Цезарий выступил инициатором отправки в Константинополь совместного посольства во главе с готом Теодорихом и римлянином Амелием.
Условия мирного договора не сохранились, но византийцы потеряли по крайней мере Малагу (на синоде в Севилье (619) присутствовал епископ Малаги Теодульф). Возможно даже, что Цезарий сдал вестготам и Картахену. Судя по дошедшему в довольно плохом состоянии тексту Георгия Кипрского, Сеута, один или два пункта в Испании, подчинявшиеся византийцам, и Балеарские острова (Мальорка и Минорка) составляли эпархию II Мавретанию, являвшуюся частью Карфагенского экзархата. Тенесса, упомянутая в этом тексте как часть Испании, в действительности может быть Тингисом в Африке, а ссылка на Испанию — лишь воспоминанием того, что Тингинитская Мавретания когда-то являлась частью Испанского диоценза. Что касается таинственной Месопотамеги или Месопотамены, то предполагают, что это мог быть нынешний Алхесирас на испанском берегу пролива. В таком случае можно считать, что после активных действий Сисебута, как военных, так и дипломатических, византийские владения в Испании были сведены лишь к району Гибралтарского пролива. Провинция Византийская Испания была практически потеряна императором и её остатки включены во II Мавретанию. Успеху вестготов способствовало то, что в это время Византия вела тяжёлые оборонительные бои с персидским царством Сасанидов.

### Сисебут и Церковь

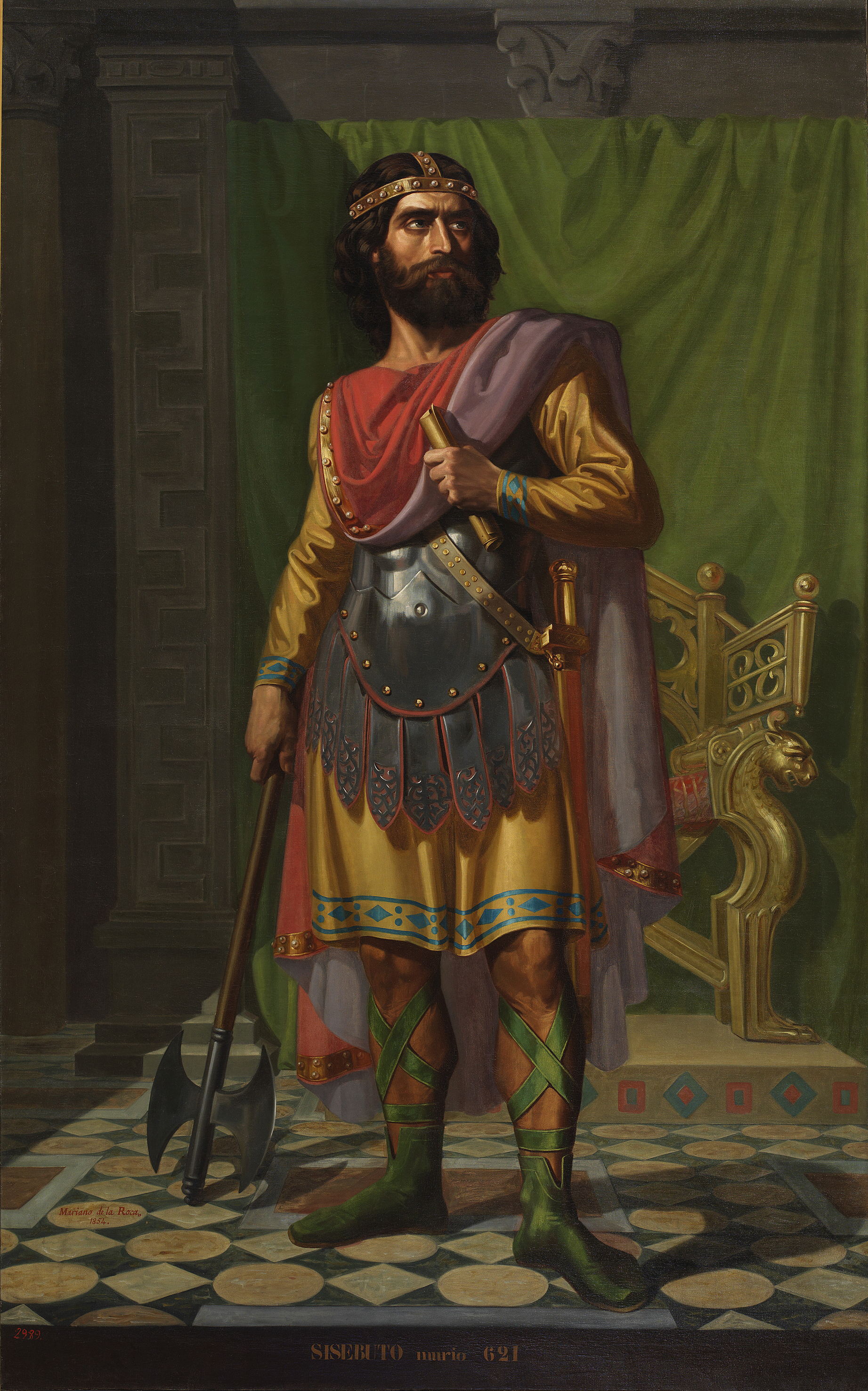
Сисебут — король вестготов. Картина художника Мариано де ла Рока и Дельгадо (1854). Здание Конгресса депутатов Испании

Сисебут не собирал на соборы епископов всей страны, возможно, видя в этом институте определённое ограничение своей власти. При нём были созваны лишь два провинциальных собора в Эгаре и Севилье. Но в целом его внутренняя политика полностью соответствовала взглядам испанской церкви, хотя он считал себя в праве вмешиваться в её дела. Известно, что Сисебут назначал епископов. В одном из писем к Эусебию, архиепископу (с 614 года) провинции Тарраконская Испания, он приказал ему назначить барселонским епископом подателя этого письма. Также он был отрицательно настроен к обычаю епископов уходить в монастыри. Когда освобождённый из византийского плена Цецилий Монтиельский изъявил подобное желание, он получил от короля резкую отповедь. В дальнейшем король собрал вместе прочих епископов и высказал им своё мнение на этот счёт. При этом к своему сыну Теудиле, постригшемуся в монахи, он сохранил вполне доброе отношение.
На седьмом году правления Сисебута (619 год) в Севилью были созваны епископы провинции Бетика. Так называемый Второй Севильский собор заседал в храме Божьего Иерусалима под председательством епископа Исидора Севильского. На заседаниях присутствовал специальный чиновник, носивший титул «прославленного мужа» (vir illustris) занимавший пост главы фискального ведомства (rector rerum fiscalium) в Бетике и носивший готское имя Суанила. Это показывает, что готы уже стали занимать должности, ранее принадлежавшие исключительно романизированному испанскому населению. Ещё один «прославленный муж» по имени Сисикл, носивший титул rector rerum publicarum (то есть главы ведомства общественных работ), который также присутствовал на заседаниях синода, был, как полагают, графом или провинциальным герцогом. Синод занимался организационными и дисциплинарными вопросами и ошибками в каноническом праве, в которых обвинялся к тому времени покойный епископ Кордовы Агапий (умер в 619 году), а также решениями по вопросу о монофизитской ереси акефалов. Последних, по-видимому, возглавлял некий сирийский епископ Григорий, позднее обращённый в римскую веру Исидором.
Ко времени правления Сисебута следует отнести строительство церкви Святого Леокадия в Толедо, которая стала позднее местом проведения четырёх соборов.

### Антииудейская политика Сисебута

Золотой триенс Сисебута. Монетный двор Кордубы (совр. Кордова). Вес — 1.5 г Диаметр — 20 мм. Надпись на аверсе: SISIBoTVS RIX (Сисебут король). Надпись на реверсе: CORDOBA PIVS (Кордуба. Благочестивый)

Во внутриполитической сфере Сисебут продолжил антииудейскую политику Реккареда I. Так как евреи после перехода вестготов в ортодоксально-никейское вероисповедание оставались единственной не христианской группой населения, Сисебут стремился к их ассимиляции. Вскоре после вступления на престол Сисебут возобновил, по-видимому не соблюдавшийся, закон о недопустимости для евреев иметь христианских рабов и потребовал освобождения всех их до 1 июля 612 года независимо от срока их приобретения, причём каждому рабу бывший господин был обязан предоставить определённое имущество. В то время обычно вольноотпущенник оставался под патронатом бывшего хозяина, но в отношении бывших рабов еврея этот обычай отменялся. В случае отказа еврея тем или иным способом освободить раба-христианина, его имущество конфисковывалось в пользу королевской казны. Еврей, переходящий в христианство, освобождался от этих ограничений, а переход в иудаизм жестоко карался, вплоть до смертной казни.
Таким образом, Сисебут не только подтвердил все положения, принятые III Толедским собором против евреев, но и пытался насильственно обратить их в христианство. Всем евреям, отказывающимся креститься, предписывалось покинуть Королевство вестготов, и всем подданным под страхом сурового наказания запрещалось давать им убежище и оказывать какую-либо помощь. Значительная часть евреев, отказавшаяся отречься от веры предков, была изгнана из Испании и Септимании. Те же, которые отвергли крещение и попытались остаться, были подвергнуты пыткам, а их собственность была конфискована. Чрезмерная жестокость действий Сисебута вызвала даже неодобрение епископа Исидора Севильского, признававшего действенность всякого крещения, даже насильственного, и в целом поддерживавшего деятельность короля. Этот знаменитый хронист замечает: «Он принуждал силой тех, кого должен был привлекать силой убеждения, свойственной нашей вере».
Образ действий Сисебута совпал с антииудейскими гонениями императора Ираклия I. Немногим позже против приверженцев веры Моисея выступил король Дагоберт I в государстве франков. К тому времени борьба с синагогой приняла общеевропейский размах. Но если спустя некоторое время прочие государства вернулись на позиции относительной веротерпимости, антииудейское законодательство вестготов ожесточалось вплоть до не столь отдалённого падения их державы.

### Сисебут и культура

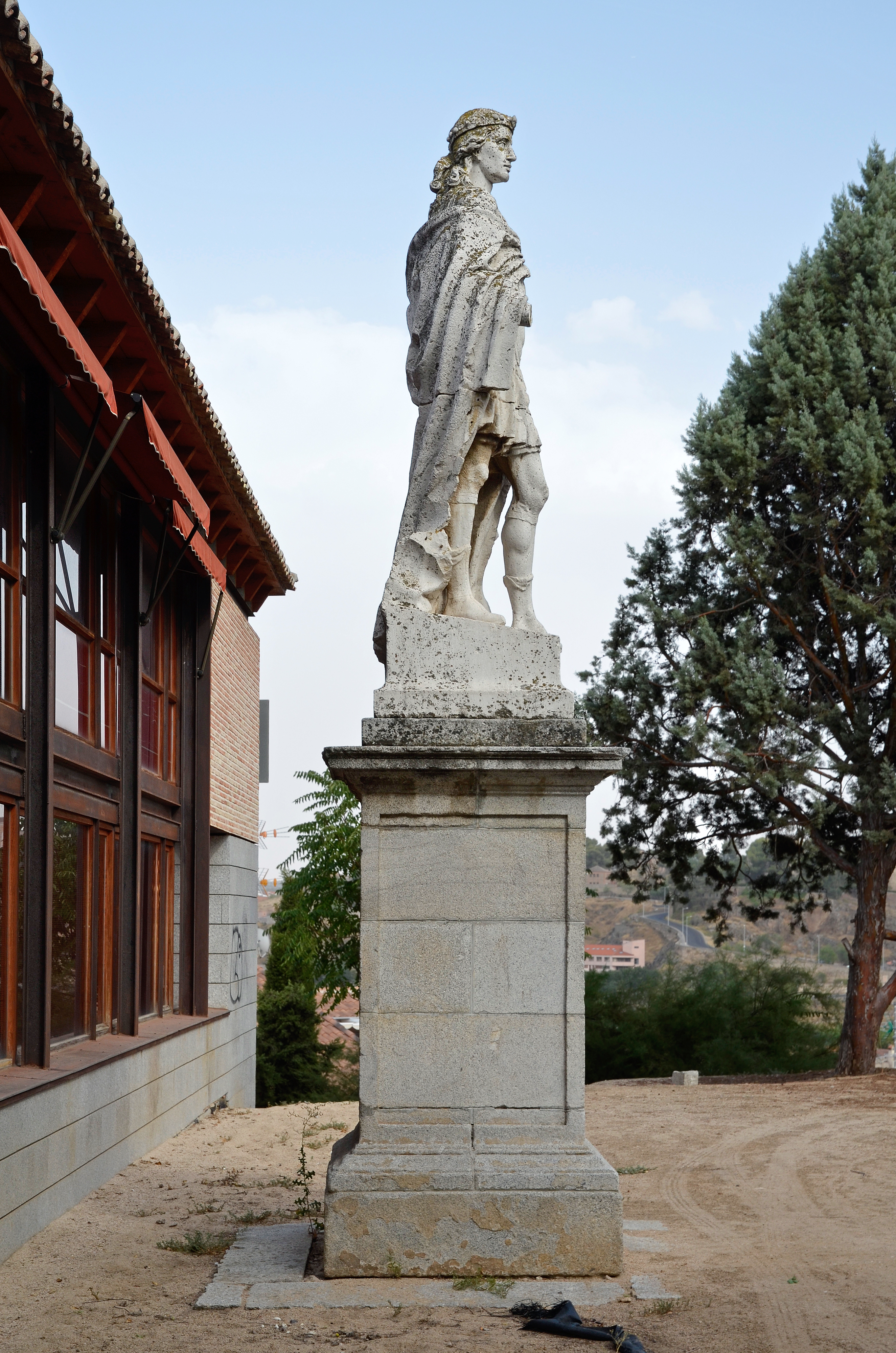
Памятник Сисебуту в Толедо

Сисебут был не чужд писательства. Его современник, епископ и летописец Исидор Севильский, так отзывался о королевской образованности: «Он был мужем красноречивым, умелым и обученным в искусстве букв». Сисебут сочинил поэму о затмениях, так называемое «Письмо (или Записки) Сисебута» (Epistula sisebuti), а также написал на несколько вычурной латыни «Житие епископа Дезидерия Вьенского» (убитого 606/607), противника королевы франков Брунгильды, вестготки по происхождению, приходившейся Сисебуту бабкой. Известнейшему ученому своего времени Исидору Севильскому Сисебут посвятил стихотворение, в котором жаловался на тяготы положения правителя и восхвалял радости спокойной жизни ученого. В противоположность папе Григорию Великому, порицавшему епископа Дезидерия за приверженность риторике, именно за это его хвалил вестготский король, поклонник античного образования. Меценатством Сисебут преследовал политические цели, стремясь к культурному единообразию вестготов и римлян.
Король не любил театра. Подобное отношение было достаточно распространено среди христиан-ортодоксов. Исидор Севильский столь же отрицательно относился к этому искусству и порицал епископа Эусебия Тарраконского (в уже упомянутом письме к нему) за привязанность к этому легкомысленному зрелищу.

### Смерть короля
Сисебут правил 8 лет, 11 месяцев, 16 дней (по иным сообщениям — 8 лет и 6 месяцев) и умер в феврале 621 года в Толедо. Некоторые говорят, что он умер естественной смертью, другие — что в результате излишеств в лекарствах. После него остались дети — Реккаред II и Теодора.